# Rott (Baixo Reno)
Rott é uma comuna francesa na região administrativa de Grande Leste, no departamento Baixo Reno.

## Demografia
Evolução da população:
- 1962: 338
- 1968: 348
- 1975: 371
- 1982: 415
- 1990: 433
- 1999: 414